# Кирилл Александрийский
Кири́лл Александри́йский (др.-греч. Κύριλλος Α΄ Ἀλεξανδρείας; копт. Ⲡⲁⲡⲁ Ⲕⲩⲣⲓⲗⲗⲟⲩ ⲁ̅ также ⲡⲓ̀ⲁⲅⲓⲟⲥ Ⲕⲓⲣⲓⲗⲗⲟⲥ; 376 год — 27 июня 444 года) — архиепископ Александрийской церкви. Занимал эту кафедру с 412 по 444 год. Христианский египетский экзегет и полемист, возглавивший оппозицию несторианству. Представитель александрийской богословской школы. Кирилл много писал и был главным действующим лицом в христологических спорах конца IV и V веков. Он был центральной фигурой на Эфесском соборе 431 года, который привёл к низложению Нестория как архиепископа Константинопольского. Древневосточные православные церкви, римско-католическая и православная церкви считают Кирилла одним из отцов Церкви, кроме того в Римско-католической церкви его считают учителем Церкви, его репутация в христианском мире привела к тому, что он получил титулы «столпа веры» и «печати всех отцов».
Кирилл хорошо известен своим спором с Несторием и его сторонником Иоанном Антиохийским. Он также известен своим конфликтом с еретиками новацианами и евреями Александрии и противостоянием с римским префектом Александрии Орестом, которое в итоге закончилось трагическим и загадочным убийством эллинистического философа Гипатии разъярённой фанатичной городской толпой. Историки расходятся во мнениях относительно того, на сколько виновен он в этом и виновен ли Кирилл в этом вообще.
Кирилл пытался угодить благочестивому христианскому императору Феодосию II, посвятив ему свою пасхальную таблицу. Пасхальная таблица Кирилла была снабжена метонической базовой структурой в виде метонического 19-летнего лунного календаря, принятого им около 425 года, который сильно отличался от самого первого метонического 19-летнего лунного календаря, изобретённого около 260 года Анатолием Лаодикийским, но точно соответствовал аналогичному лунному календарю, введённому около 412 года Аннианом Александрийским; юлианский эквивалент данного коптского лунного календаря, принятый Кириллом и ныне именуемый «классическим (александрийским) 19-летним лунным календарём», появится вновь лишь намного позже: столетие спустя в Риме как основная структура пасхальной таблицы Дионисия Малого и ещё два столетия спустя в Англии как пасхальная таблица Беды Достопочтенного.
Римско-католическая церковь не поминала святого Кирилла по Тридентскому календарю: она добавила его праздник только в 1882 году, назначив ему дату 9 февраля. Эти данные использует православная церковь западного обряда. Однако пересмотр католического календаря 1969 года перенёс его день на 27 июня, который считается днём смерти святого, отмечаемым Коптской православной церковью. Эта же дата была выбрана и для лютеранского календаря. Православные и униатские церкви отмечают его день 9 (22) июня вместе с 18 (31) января — днём папы Афанасия I Александрийского, оба раза шестеричным богослужением.

## Биография
О ранней жизни Кирилла известно очень мало. Он родился около 376 года, в маленьком городке Дидосия, Египет, современный Эль-Махалла-эль-Кубра. Через несколько лет после его рождения его дядя по материнской линии Феофил поднялся до влиятельного положения архиепископа Александрии. Его мать оставалась рядом с братом, и под его руководством Кирилл получил хорошее образование. Его труды показывают его знание христианских писателей своего времени, включая Евсевия, Оригена, Дидима Слепца и различных писателей Александрийской церкви. Он получил стандартное христианское образование для своего времени: он изучал грамматику с двенадцати до четырнадцати лет (390—392 годы), риторику и гуманитарные науки с пятнадцати до двадцати (393—397 годы) и, наконец, теологию и библеистику (398—402 годы).
Кирилл был одним из представителей александрийской архиепископской «династии», начавшейся с Афанасия Александрийского, в которой александрийская кафедра переходила почти регулярно от дяди к племяннику: преемником Афанасия стал его племянник Пётр (с перерывами), которого на александрийской кафедре сменил его брат Тимофей I, а затем их племянник Феофил, который был дядей Кирилла, преемником же Кирилла стал его возможный племянник Диоскор.
Александрийская архиепископская «династия» в IV—V веках соперничала с Константинопольской архиепископией: так, дядя Феофила Пётр отказался признать константинопольское архиепископство Григория Назианзина (Григория Богослова), Феофил же выступил против константинопольского архиепископа Иоанна Златоуста, обличавшего злоупотребления клира, созвав в Халкидоне «собор под дубом» в 403 году, на котором Иоанн был осуждён и отправлен в изгнание. За год до этого Феофил был вызван императором в Константинополь, чтобы извиниться перед синодом, на котором должен был председательствовать Иоанн Златоуст, по поводу нескольких обвинений, выдвинутых против него некоторыми египетскими монахами. Феофил преследовал их как оригенистов. Поставив себя во главе воинов и вооружённых слуг, Феофил выступил против монахов, сжёг их жилища и жестоко обошёлся с теми, кого захватил в плен. Феофил прибыл в Константинополь с двадцатью девятью своими преданными епископами и, посоветовавшись с теми, кто был против архиепископа, составил длинный список в значительной степени необоснованных обвинений против Иоанна Златоуста, который отказался признать законность синода, в котором его открытые враги были судьями. Кирилл в чине диакона сопровождал своего дядю на этот собор, унаследовав вражду к Иоанну — когда в 407 году тело Златоуста, умершего в изгнании, было привезено в Константинополь, Кирилл заявил: «Если Иоанн епископ, то почему Иуда — не апостол?». Неприязнь к святителю Иоанну Златоусту у него проявлялась ещё в 417 году, когда он осудил решение архиепископа Аттика внести имя святителя Иоанна в диптихи, но в 418 году святителя Кирилла переубедил преподобный Исидор Пелусиот, и Кирилл внёс его имя в диптихи, а на III Вселенском Соборе ссылался на его сочинения.

### Начало архиепископства в Александрии
Феофил умер 15 октября 412 года, а Кирилл стал архиепископом Александрийским 18 октября 412 года, но только после борьбы с другим претендентом архидиаконом Тимофеем, которого поддерживал комит Египта Абунданций, причём его интронизация сопровождалась беспорядками и вмешательством войск. Согласно Сократу Схоластику, александрийцы всегда бунтовали. Во время интронизации Кирилл вступил в конфликт со светскими властями Александрии; по словам того же Сократа Схоластика:

Кирилл … вступил на епископство с большей властью, чем Феофил, ибо с его времени александрийское епископство выступило за пределы священнического сана и начало самовластно распоряжаться делами.
— Сократ Схоластик. Церковная история. Кн. VII, гл. 7
Таким образом, Кирилл унаследовал от своего дяди положение, которое стало могущественным и влиятельным, соперничая с префектом города во время беспорядков и часто жестоких конфликтов между языческими, иудейскими и христианскими жителями космополитической Александрии.
Первым делом на своём новом посту, он использовал свои полномочия, чтобы избавиться от оппозиции в лице раскольников-новациан, закрыв их церкви и конфисковав всю их священную утварь. Однако в конфликт вступил префект Александрии Орест, приняв сторону новациан, что сразу испортило его отношения с Кириллом.

#### Противостояние с префектом. Изгнание евреев
Орест, префект Александрии, и Кирилл стали всеми мерами бороться друг с другом за церковно-политическую власть в городе, ввязываясь в конфликты между язычниками, иудеями и христианами. Ореста же активно поддерживала влиятельная часть александрийской городской знати.
Напряжённость между сторонами возросла, когда в 415 году Орест издал эдикт, в котором были изложены новые правила, касающиеся мимических представлений и танцевальных выставок в городе, которые привлекали большие толпы и обычно заканчивались гражданскими беспорядками различной степени. Вскоре после того, как указ был вывешен в городском театре, толпы людей собрались, чтобы узнать его содержание. Кирилл послал своего грамматика Иеракса, учителя детских наук, узнать, что написано в эдикте. Иеракс зачитав эдикт вслух, публично восхвалил и возрадовался новым правилам, однако его появление и заявления не понравились иудеям, которые заявили, что он пытается поднять народ на бунт против римских властей. Орест недолюбливая епископа и желая продемонстрировать свою силу, приказал схватить Иеракса, после чего его публично замучили до смерти в театре. У этого поступка было две цели: одна — усмирить в зародыше теоретическое восстание, другая — показать власть Ореста над Кириллом.
Сократ Схоластик рассказывает, что, услышав о суровой и публичной казни Иеракса, Кирилл был в негодовании от произошедшего. Он встретился с представителями еврейской общины и пригрозил, что примет суровые меры против них «со всей строгостью», если они немедленно не прекратят строить свои козни, интриги и притеснения против христианской общины Александрии. В ответ на требования Кирилла александрийские евреи пришли в ещё большую ярость и в конце концов прибегли к насилию против христиан. Евреи замыслили проучить христиан ночью, они послали некоторых своих людей кричать по всем концам города, будто горит церковь, а потом, когда на зов сбегались перепуганные христиане, они их убивали. После этой трагедии Кирилл применил против евреев суровые меры. Сократ Схоластик описал все эти события так:

В то же самое время епископу Кириллу пришлось изгнать из Александрии и племя иудеев, — по следующей причине. … Я расскажу о главнейшей, которая была причиной изгнания их из Александрии. Сговорившись, чтобы каждый носил с собой, как отличительный знак, сделанное из коры пальмового дерева кольцо, они задумали напасть ночью на христиан, и в одну ночь послали некоторых людей кричать по всем концам города, будто горит церковь соимённая Александру. Услышав это, христиане, для спасения церкви, сбегались со всех сторон, а иудеи тотчас нападали и умерщвляли их. Друг друга они не трогали, потому что каждый показывал другому кольцо, а встречавшихся христиан убивали. С наступлением дня это злодейство обнаружилось. Раздражённый им, Кирилл с великим множеством народа идёт к иудейским синагогам, … — и синагоги у них отнимает, а самих изгоняет из города, имущество же их отдаёт народу на разграбление. Таким образом, иудеи, жившие в городе со времён Александра Македонского, тогда все и без ничего оставили город и рассеялись по разным странам.
— Сократ Схоластик. Церковная история. Кн. VII, гл. 13.
Это событие также было рассмотрено английским историком Эдуардом Гиббоном в его труде «История упадка и разрушения Римской империи» (глава 47). Евреи были изгнаны из Александрии в 414—415 годах, это изгнание было названо евреями Александрийское изгнание («Alexandria Expulsion»), что явилось одним из первых изгнаний евреев в христианских странах, вполне вероятно, что дополнительными соображениями данного поступка послужили опасения, что могут повториться события, происходившие во время Второй Иудейской войны в 115—117 годах, когда еврейские мятежники истребили десятки тысяч неевреев в Египте (в том числе и в самой Александрии, которая даже была брошена римской армией), на Кипре и Киренаике (Киренаику так после этого вообще пришлось заселять заново поскольку провинция практически обезлюдела вследствие истребления евреями тамошнего населения) и потому Кирилл был вынужден принять превентивные меры для предотвращения возможного повторения тех жутких событий. Согласно документам, которые вёл епископ Синезий Киренский, известно, что память о тех злополучных событиях всё ещё была жива во времена Кирилла.
Сократ Схоластик предполагал, что все евреи были изгнаны, в то время как Иоанн Никиусский отмечал, что это были только те, кто участвовал в резне. Сьюзен Вессел говорит, что, хотя неясно, был ли Схоластик новацианом (чьи церкви Кирилл закрыл), он, по-видимому, симпатизировал им, и ясно показывает привычку Кирилла злоупотреблять своей епископской властью, посягая на права и обязанности светских властей. Вессель пишет «…Сократ, вероятно, не даёт точной и однозначной информации об отношении Кирилла к светской власти».
Тем не менее, с изгнанием Кириллом евреев, сколько бы их ни было, «между тем александрийский префект Орест был крайне огорчён этим происшествием и очень скорбел, что столь великий город так неожиданно лишился такого множества жителей, а потому донёс об этом царю. О злодействе иудеев известил царя и сам Кирилл…». Из-за этого вражда между Кириллом и Орестом усилилась. В конце концов, Кирилл попытался примириться с Орестом и несколько раз попытался связаться с ним по этому поводу, в том числе предложив сделать это через посредничество, и, когда это не удалось, он лично пришёл к префекту «… взял и держал перед ним книгу Евангелие, думая хотя бы этим пристыдить его…». Тем не менее Орест остался равнодушен к подобным жестам.
Для помощи Кириллу в Александрию прибыли монахи из Нитрийской пустыни, которые были использованы его дядей и предшественником по александрийскому епископату Феофилом против гермопольского епископа Диоскора (Диоскор порицал Феофила за корыстолюбие). Эти монахи прибегли к насилию 15 лет назад, во время спора между Феофилом (дядей Кирилла) и «Долгими братьями». Конфликт обострился, и вспыхнул бунт, в котором парабаланы, отшельники из египетской пустыни, чуть не убили Ореста. Они встретили экипаж Ореста на улице и обвинили его в том, что он был тайным язычником, Орест же отверг обвинения, сказав, что он был крещён архиепископом Константинопольским. Однако монахи не поверили ему и один из них по имени Аммоний в ответ бросил камень в Ореста, попав ему в голову. В ответ по приказу Ореста монах был схвачен и замучен до смерти. Кирилл представил события с противоположной стороны, и при похоронах Аммония он назвал его Фавмасием, что указывало на мученическую кончину. Однако христианская община, зная об обстоятельствах смерти, была категорически против признания Аммония мучеником. В итоге Кирилл предал память Аммония забвению. Затем префект, как и Кирилл, написали друг на друга жалобы императору Феодосию II. Тем не менее, вражда Кирилла с Орестом набирала обороты.

#### Кирилл и Гипатия
В то время в Александрии жила известная женщина философ Гипатия, она активно принимала участие в александрийской городской политике, имея большое влияние на префекта Ореста. Префект пользовался её политической поддержкой, она имела значительный моральный авторитет и большое влияние среди язычников и части христиан в Александрии. Это обстоятельство вызывало постоянные трения с архиепископом Кириллом, так как христианская община считала Гипатию виновной в возникшей в итоге смуте. На момент смерти ей было, вероятно, уже больше шестидесяти лет. Действительно, многие студенты из богатых и влиятельных семей специально приезжали в Александрию, чтобы учиться в частном порядке у Гипатии, и многие из них впоследствии заняли высокие посты в государстве и церкви. Некоторые христиане считали, что это именно влияние Гипатии заставило Ореста отвергнуть все примирительные предложения Кирилла. Современные историки полагают, что Орест развивал свои отношения с Гипатией, чтобы укрепить связь с языческой общиной Александрии, как он это делал с еврейской общиной, чтобы лучше управлять бурной политической жизнью египетской столицы. В итоге неожиданно против Гипатии поднялась волна обвинений в чародействе, будто бы она околдовывает Ореста и направляет его политику. Во время Великого поста в марте 415 году разъярённая чернь, возглавляемая неким чтецом Петром напала на экипаж Гипатии, стащила её с носилок, избила, а потом притащила её в место известное как Кесарион, где её жестоко убили. Впрочем, как у некоторых современников тех событий, так и у современных исследователей возникали сомнения в причастности христиан к этому убийству, так как по форме оно напоминало обычное языческое жертвоприношение. Хотя Сократ Схоластик никогда прямо не называет убийц Гипатии, обычно считается, что это были, скандально известные парабаланы. Кристофер Хаас оспаривает эту идентификацию, утверждая, что убийцы, скорее всего, были «толпой александрийских мирян». Сам же Кирилл неоднократно высказывался против насильственного решения религиозных противоречий.
Современник святого Кирилла, христианский историк Сократ Схоластик пишет, что убийство Гипатии людьми «с горячими головами под начальством некоего Петра <…> причинило немало скорби и Кириллу, и александрийской Церкви, ибо убийства, распри и всё тому подобное совершенно чуждо мыслящим по духу Христову».
Несмотря на это утверждение Сократа Схоластика, позднейшие авторы вину за смерть Гипатии часто возлагают на Кирилла Александрийского. Из ранних авторов известен антихристиански настроенный языческий философ Дамаский, живший на 130 лет позже святителя Кирилла, изгнанный во время императора Юстиниана. Он обвиняет святителя Кирилла в побуждении черни к убийству. Однако его сведения содержат крупные недостоверности: судя по его рассказу, святитель Кирилл узнал о её существовании лишь случайно, тогда как и Кирилл, и Гипатия были знаменитыми уроженцами Александрии и вполне были известны друг другу. Дамаский «стремился использовать скандал, связанный со смертью Гипатии», и возлагал ответственность за её убийство на Кирилла и его христианских последователей. Рассказ Дамаския о христианском убийстве Гипатии является единственным историческим источником, приписывающим прямую ответственность Кириллу. Некоторые современные исследования представляют смерть Гипатии как результат борьбы между двумя христианскими фракциями: умеренной во главе с Орестом, поддерживаемым Гипатией, и более жёсткой во главе с Кириллом. По словам лексикографа Уильяма Смита, «её обвинили в слишком близком знакомстве с Орестом, префектом Александрии, и это обвинение распространилось среди духовенства, которое решило, что она прервала дружбу Ореста с их архиепископом Кириллом». Схоластик пишет, что Гипатия в конечном счёте пала «жертвой политической ревности, которая в то время преобладала». Известие об убийстве Гипатии вызвало большое возмущение не только у Кирилла, но и у всей христианской общины.
У авторов, близких к современности, обвинительные утверждения встречаются нередко. Первым из авторов Нового времени, обвинивших Кирилла, был антиклерикально настроенный Джон Толанд. В сборнике «Реформаторы церкви» (1970), наряду с упоминанием Кирилла как одного из величайших святых, отмечается: «Он, по крайней мере морально, ответствен за подлое убийство благородной язычницы Ипатии». Немецкий писатель и критик религии Карлхайнц Дешнер в книге «Криминальная история христианства» приводит следующие слова немецкого византиниста Ф. Тиннефельда: «Можно быть уверенным, что благородная и высокообразованная женщина была самой знаменитой жертвой фанатичного епископа». Пётр Преображенский отмечает: «…Христианская церковь чувствовала некоторую неловкость за кровавую расправу с Ипатией. Приходилось тщательно выгораживать Кирилла Александрийского, чтобы снять с этого признанного авторитета клеймо погромщика… По странной иронии судьбы Кирилл, этот ревностный и неутомимый борец за достоинство христианской богоматери, как девы и матери не человека, а именно бога, оказался идеологическим вдохновителем гнусного растерзания девушки, правда, „языческой“». Такую же версию поддерживают ряд других источников.
Виновность Кирилла в убийстве исключали католический исследователь Йосеф Копаллик и святитель Филарет Гумилевский.
По сведениям священника Тимофея Лященко, существует мнение, что сообщение Сократа Схоластика содержит намёки на вину святителя Кирилла, но он побоялся открыто назвать его имя. В ответ Лященко возражает, что в других случаях Сократ не боялся приписывать Кириллу небезупречные деяния, а реакция Кирилла не могла привести к серьёзным последствиям для жителей Константинополя. Сомнительно участие парабаланов в убийстве: Сократ, будучи юристом, не употребил этот устоявшийся в текстах законов термин. Пётр-чтец, будучи анагностом, мог быть оглашенным и не принадлежать к клиру. Но, если бы он и был клириком, то несправедливо возлагать ответственность за отдельную личность на главу клира, а тем более на весь клир, хотя авторитет Александрийской Церкви закономерно пострадал. «Люди с горячими головами» — это александрийская толпа, известная склонностью к беспорядкам и насилию, а мотив зависти следует приписывать не святителю Кириллу, а, скорее, народу, завидующему влиянию Гипатии на Ореста. Вероятно, к этому примешивался мотив суеверия: астрономы часто занимались астрологией и магией, и вышеназванное влияние приписано колдовству.
К доказательствам невиновности святителя Кирилла Лященко относил: 1) депутацию александрийцев к императору Феодосию с просьбой пресечь производимые парабаланами беспорядки, усилившиеся во время отъезда Кирилла, причём император усомнился в способности предстоятеля Церкви справиться в одиночку — из чего следует, что влияние архиепископа на парабаланов было недостаточным, тем более во время вынужденного отъезда; 2) Орест, стремившийся очернить архиепископа, не смог предоставить большего обвинения, чем слабость надзора; 3) трудно допустить, что Церковь единодушно почтила бы совершившего нераскаянный смертный грех, при том, что в окружении Кирилла было много ревнителей благочестия (напр., святой Исидор Пелусиот) и откровенных недоброжелателей и клеветников, особенно из числа несториан.
Сергей Аверинцев отмечал, что Гипатия могла быть принята за мага, что и стало причиной её смерти: «Одного нельзя сказать <…> о трагической и несправедливой смерти Ипатии: нельзя сказать, что суеверные современники по невежеству приняли учёных за магов. Учёные сами выдавали себя за магов, и притом с глубоким внутренним убеждением. Конечно, они были жертвами суеверия, однако того суеверия, которое сами обосновывали и распространяли. Чем они не были, так это мучениками науки. В лучшем случае они были мучениками языческой религии».
Александр Мень отмечает, что «Кирилл не был непосредственным виновником этих преступлений, но нитрийцы ссылались на его авторитет». Александр Дворкин в «Очерках по истории Вселенской Православной Церкви» указывает на отсутствие документальных источников, подтверждающих версию об ответственности святителя Кирилла за гибель Ипатии: «Многие историки обвиняют в этом Кирилла, но нет ни малейших доказательств того, что это убийство произошло с его ведома и одобрения. Скорее всего, нет, ибо, при всем своём горячем темпераменте, он был против ничем не спровоцированного самосуда толпы».
Интересно, что в «Житиях святых» святитель Димитрий Ростовский не говорит ни о каких разногласиях между Кириллом и Гипатией, при этом характеризуя Гипатию как благочестивую христианку-философа.

### Борьба с несторианством

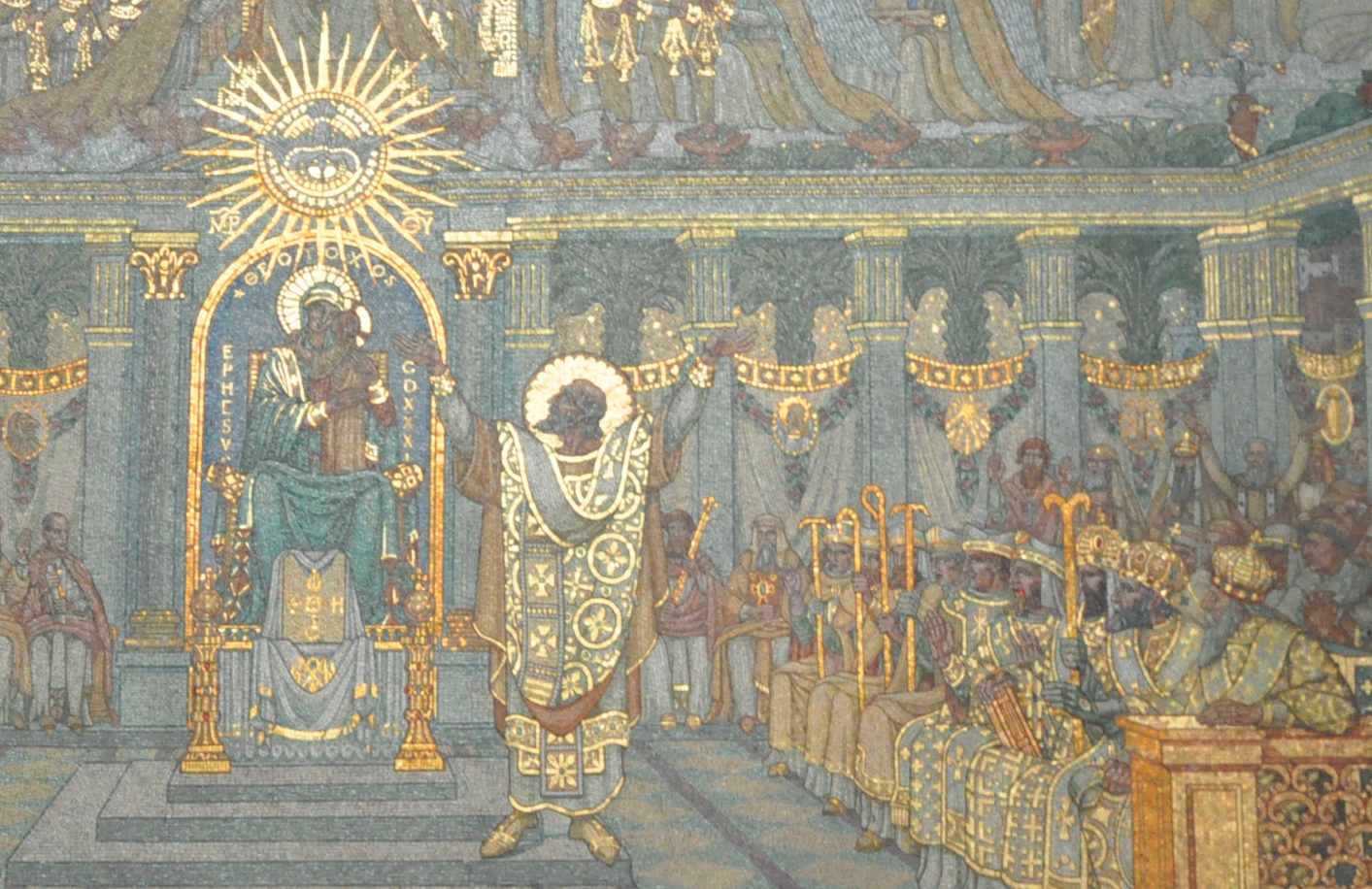
Часть мозаики в базилике Нотр-Дам-де-Фурвьер в Лионе демонстрирующая сцену с заседания Эфесского собора.

В дальнейшем Кирилл боролся против константинопольского архиепископа Нестория и отстаиваемых им крайностей антиохийской богословской школы (несторианства). Это продолжительное противостояние расширилось с принятием третьего правила первого Константинопольского собора, которое предоставило Константинопольскому престолу первенство над старыми престолами Александрии и Антиохии. Таким образом, борьба между Александрийским и Антиохийским престолами включала теперь и Константинополь. Конфликт достиг апогея в 428 году, когда Несторий, антиохиец, был назначен архиепископом Константинопольским.
Кирилл получил возможность восстановить превосходство Александрии над Антиохией и Константинополем, когда антиохийский священник, находившийся в Константинополе по приказу Нестория, начал проповедовать против того, чтобы называть Деву Марию «Богородицей». Поскольку термин «Матерь Божия» уже давно был привязан к Марии, миряне в Константинополе жаловались на священника. Вместо того чтобы отречься от священника, Несторий вступился за него. Несторий утверждал, что Мария не была ни «матерью человека», ни «матерью Бога», поскольку это относилось к двум природам Христа; скорее, Мария была «Матерью Христа». Христос, согласно Несторию, был соединением божества с его «храмом» (который Несторий любил называть своей человеческой природой). Спор, казалось, был сосредоточен на вопросе о страданиях Христа. Кирилл утверждал, что сын Божий, или Божественное слово, воистину страдал «во плоти». Однако Несторий утверждал, что Сын Божий совершенно не способен страдать даже в своём единении с плотью. Евсевий Дорилейский обвинял Нестория в адопционизме. К этому времени весть о полемике в столице достигла Александрии. На Пасху 429 года Кирилл написал письмо египетским монахам, предупреждая их о взглядах Нестория. Копия этого письма дошла до Константинополя, где Несторий выступил с проповедью против него. Так началась ожесточённая переписка между Кириллом и Несторием, которая постепенно становилась всё более резкой по тону. Наконец, император Феодосий II созвал Эфесский собор, чтобы разрешить этот спор. Кирилл выбрал Эфес в качестве места проведения, поскольку он поддерживал почитание Марии. Собор был созван ещё до того, как прибыли сторонники Нестория из Антиохии и Сирии, и поэтому Несторий отказался присутствовать, когда его вызвали. Как и следовало ожидать, собор постановил низложить и сослать Нестория за ересь.
Однако, когда Иоанн I Антиохийский и другие епископы, поддерживавшие Нестория, наконец достигли Эфеса, они собрали свой собственный собор и осудили Кирилла за ересь, низложили его с престола и заклеймили как «чудовище, рождённое и воспитанное для разрушения церкви». Феодосий, уже достаточно взрослый, чтобы самостоятельно удерживать власть, отменил решение собора и приказал арестовать Кирилла, но Кирилл в конце концов бежал в Египет. Оттуда Кирилл подкупил придворных Феодосия и послал толпу под предводительством отшельника Далматия осаждать дворец Феодосия и выкрикивать оскорбления; император в конце концов уступил, отправив Нестория в ссылку в Верхний Египет. Кирилл умер около 444 года, но споры продолжались десятилетиями, от Второго Эфесского собора до Халкидонского собора и далее.

## Учение и литературная деятельность

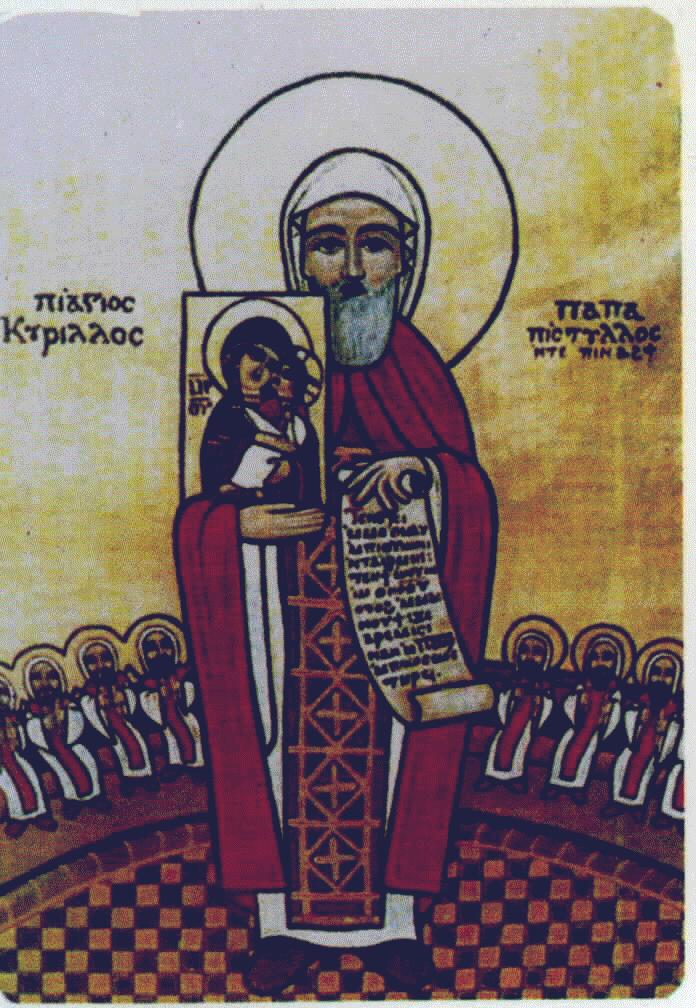
Полемика Нестория и Кирилла и по поводу учения о Богородице завершилась победой последнего

Кирилл Александрийский — один из наиболее значительных богословов своего времени, продолжатель традиций Александрийской школы, создатель христологической доктрины, синтезировавшей христологические идеи Афанасия Александрийского, каппадокийцев и Аполлинария Лаодикийского. Он автор большого количества трудов, посвящённых библейской экзегезе, апологетике и догматике. В первые годы своей активной церковной жизни он написал несколько экзегетических работ. Среди них были: Комментарии к Ветхому Завету , Тезаурус, Дискурс против ариан, Комментарий к Евангелию от Иоанна, Диалоги о Троице.
Кирилл написал многочисленные полемические сочинения против Нестория, в которых утверждалось нераздельное соединение природ во Христе, начиная с момента его рождения в мир; в этих сочинениях был введён термин «ипостасное единство».
Кириллу Александрийскому принадлежат также толкования на ряд ветхозаветных книг, собрание трактатов о Троице —"Θησαυρός" («Сокровище») и апологетическое сочинение, осуждавшее «Речи против христиан» Юлиана Отступника. Среди антиохийских богословов его основным противником был Феодорит Кирский.
В 429 году, когда христологические споры усилились, объём его сочинений был настолько велик, что его оппоненты не могли с ним сравниться. Его труды и его богословие остаются центральными в предании отцов церкви и для всех православных христиан по сей день.
- Becoming Temples of God (Ναοὶ θεοῦ χρηματιοῦμεν) (на греческом и английском)
- Second Epistle of Cyril to Nestorius
- Third Epistle of Cyril to Nestorius (containing the twelve anathemas)
- Formula of Reunion: In Brief (A summation of the reunion between Cyril and John of Antioch)
- The «Formula of Reunion», between Cyril and John of Antioch
- Five tomes against Nestorius (Adversus Nestorii blasphemias)
- That Christ is One (Quod unus sit Christus)
- Scholia on the incarnation of the Only-Begotten (Scholia de incarnatione Unigeniti)
- Against Diodore of Tarsus and Theodore of Mopsuestia (fragments)
- Against the synousiasts (fragments)
- Commentary on the Gospel of Luke
- Commentary on the Gospel of John
- Against Julian the Apostate
- Cyrilli Alexandrini liber Thesaurus adversus hereticos a Georgio Trapesuntio traductus (на латинском и греческом)

### Экзегетическаядеятельность
- Толкования на Пятикнижие: «О поклонении и служении в Духе и Истине» (17 книг) и «Глафиры» (13 книг). Содержат аллегорическое толкование обрядов, законов и событий Пятикнижия, в них доказывается, что они являются прообразами Новозаветных событий, указывают на Христа[70], а ветхозаветный закон отменён буквально, но духовное его понимание сохранено[14].
- Толкования на книги пророка Исаии и малых пророков. Пророчества толкуются в двух смыслах: как история вразумления древнего Израиля и как пророчества о Христе и Новом Завете[70].
- Толкования на книги Царств, Псалмы, Притчи, Песнь Песней, Иеремию, Иезекииля, Даниила. Сохранились фрагментарно, в катенах[14].
- Толкование на Евангелие от Матфея. Сохранилось фрагментарно[14].
- Беседы на Евангелие от Луки — содержат противонесторианскую полемику[14].
- Толкование на Евангелие от Иоанна (12 книг)[14] — имеет догматико-полемический характер, против ариан, евномиан и некоторых представителей Антиохийской школы богословия. Составлено до распространения несторианства[14].

### Переводы
- Праздничные письма 1-12, перевод Филиппа Р. Амидона, Отцы Церкви, т. 112 (Вашингтон: Catholic University of America Press, 2009)
- Комментарий к Книге пророка Исайи, перевод с предисловием Роберта Чарльза Хилла (Бруклин, MA: Holy Cross Orthodox Press, 2008)
- Толкование на двенадцать пророков, перевод Роберта С. Хилла, 2 тома, Отцы Церкви, тома 115-16 (Вашингтон: Catholic University of America Press, 2008) [перевод в XII пророчествах]
- Против тех, кто не желает исповедовать, что Пресвятая Дева Есть Богородица, отредактировано и переведено с введением протопресвитером Георгием Дионом. Dragas (Роллинсфорд: Orthodox Research Institute, 2004)
- Норман Рассел, Кирилл Александрийский (Лондон: Routledge, 2000) [содержит переводы отрывков из комментария к Исаии; комментарий к Иоанну; против Нестория; объяснение двенадцати глав; против Юлиана]
- О единстве Христа, перевод и предисловие Джона Энтони Макгакина (Криствуд: St. Vladimir’s Seminary Press, 1995.)
- Джей А Макгакин, Христологический Спор. Его история, Богословие и тексты (Леиден: E.J. Brill, 1994) [содержит переводы второго и третьего посланий к Несторию; Послания к Евлогию и Суккенсию; послания Кирилла к египетским монахам, папе Целестину, Акакию Беройскому и Иоанну Антиохийскому (содержащие формуляр воссоединения), праздничную проповедь, произнесённую в базилике Святого Иоанна в Эфесе, и Схолию о воплощении Христа.]
- Письма 1-110, перевод Джона И Макинерни, Отцы Церкви, Тома 76-77 (Вашингтон: Catholic University of America Press, около 1987 года)
- Кирилл Александрийский. Избранные Письма, отредактировано и переведено Лайонелом Р. Уикхемом (Оксфорд: Clarendon Press 1983). [содержит переводы второго и третьего посланий к Несторию, посланий к Акакию мелитинскому и Евлогию, первого и второго посланий к Суккенсию, письма 55 о символе веры, ответов к Тиберию, доктринальных вопросов и ответов, а также Письма к Калосирию]

## Теология

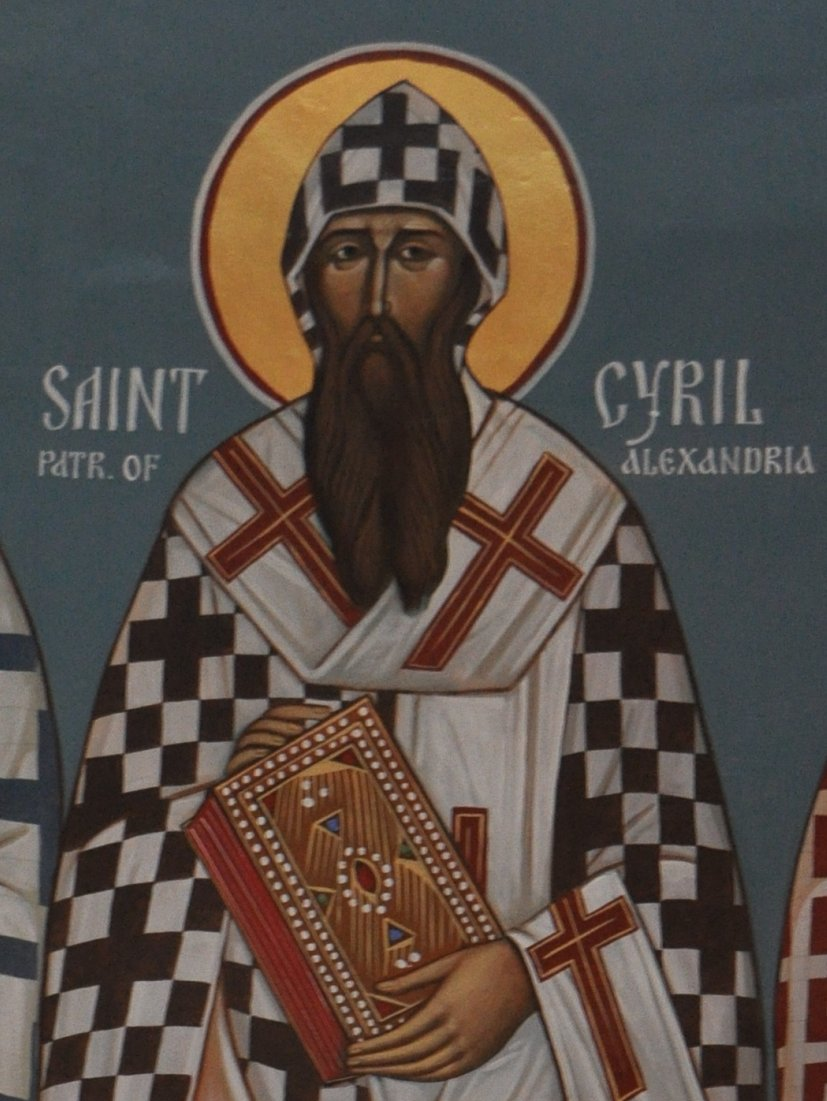
Икона с изображением св. Кирилла Александрийского.

Кирилл считал воплощение Бога в лице Иисуса Христа настолько могущественным, что оно распространилось из тела Богочеловека на остальной род людской, чтобы воссоздать человеческую природу в Благодатном и обожествлённом состоянии святых, которое обещало бессмертие и преображение верующим. С другой стороны, Несторий видел в воплощении прежде всего нравственный и этический пример для верующих, чтобы следовать по стопам Христа. Кирилл постоянно подчёркивал простую мысль о том, что именно Бог ходил по улицам Назарета (отсюда Мария была Богородицей, что означает «человек Богоносец», что в переводе с латыни означает «Mater Dei или Dei Genetrix», или матерь Божья), и Бог явился в преображённом человечестве. Несторий говорил об отличии «Иисуса человека» и «божественного Логоса» в том смысле, который Кирилл считал слишком дихотомичным, расширяя онтологический разрыв между человеком и Богом таким образом, что некоторые из его современников полагали, что это уничтожит личность Христа.
Главным вопросом, вызвавшим этот спор между Кириллом и Несторием, был вопрос, возникший на Константинопольском соборе: кем именно был тот кого родила Мария? Кирилл утверждал, что Святая Троица состоит из единой божественной природы, сущности и бытия в трёх различных аспектах, ипостасях или субипостасях бытия. Этими различными ипостасями являются отец или Бог, сын или слово (логос) и Святой Дух. Затем, когда сын стал плотью и вошёл в наш мир, довоплощённая божественная природа и принявшая человеческую природу ипостаси остались обе, но соединились во Христе. Это привело к тому, что миафизический лозунг «одна природа, объединённая из двух» был использован для инкапсуляции богословской позиции Кирилла.
Согласно теологии Кирилла, у Сына Божьего было два состояния: состояние, которое существовало до того, как сын (или слово/логос) стал воплощённым во Христе, и состояние, которое действительно стало воплощённым. Воплощённый логос страдал и умер на кресте, и потому сын мог страдать без страдания. Кирилл страстно отстаивал преемственность единого субъекта, Бога Слова, от довоплощённого состояния к воплощённому состоянию. Божественный логос действительно присутствовал во плоти и в мире и был не просто дарован, семантически прикреплённый или морально связанный с Иисусом Христом как человеком, так учили адопционисты и как полагал Несторий.

### Мариология
Кирилл Александрийский стал известен в церковной истории благодаря своей энергичной борьбе за отстаивание концепции про «Богородицу» во время первого Эфесского Собора в 431 году.
Его труды включают проповедь, данную в Эфесе, и несколько других проповедей. Некоторые из приписываемых ему проповедей оспариваются относительно его авторства. В нескольких местах в Священном Писании Кирилл акцентирует внимание на любви Иисуса Христа к своей матери. На кресте он преодолевает свою боль и думает о своей матери. На свадьбе в Кане он по её просьбе совершает чудо превратив воду в вино, и это несмотря на то, что он был сначала против этого, но исполнил просьбу своей матери. Кирилл создал основу для всех других мариологических концепций через своё учение о Пресвятой Деве Марии, как о «Богородице». Конфликт с Несторием был главным образом из-за этого вопроса, и его часто неправильно понимали. «Спор шёл не столько о Марии, сколько о Христе. Вопрос был не в том, какие почести полагаются Марии, а в том, как следует говорить о рождении Христа». Святитель Кирилл получил важное признание своих проповедей на втором Константинопольском соборе в 553 году, который провозгласил;
«Святой Кирилл, возвестивший о правой вере христиан» (Anathematism XIV, Denzinger et Schoenmetzer 437).

### Понимание формулы «μία φύσις τοῦ θεοῦ λόγου σεσαρκωμένη» нехалкидонскими церквями
По мнению Гевонда Оганесяна, кандидата богословских наук и иеромонаха Армянской апостольской церкви, в христологическом исповедании святой Кирилл был близок к святому Афанасию. Он был защитником формулировки Афанасия: «Едина природа воплощённого Слова Бога». Только «Единый Христос», Воплощённое Слово, Богочеловек, а не «богоносный человек», может быть истинным Спасителем и Искупителем. Святой Кирилл с особенной резкостью отрицает всякое разделение во Христе; и это есть именно естественное единство, а не связь почести, власти и силе, что видим в третьем анафематизме:

Кто во Христе после соединения естеств разделяет лица, соединяя их только союзом достоинства, то есть воле или силе, а не лучше союзом, состоящим в единении естеств, — да будет анафема— III анафематизм из 12 глав святителя Кирилла Александрийского
По мнению диакона Армянской церкви Самвела Макяна, христология святого Кирилла Александрийского, изложенная им в многочисленных письменных документах, однозначно утверждает единство природы Христа, как Бога Слово воплощённого, чем попросту противоречит диофизитству. Ведь отличие между христологиями халкидонитов и нехалкидонитов вовсе не в признании или не признании двух природ. Разница в признании или не признании соединения божества и человечества как единства природы Бога вочеловечившегося. Вот как своё понимание соединения двух природ и природного единства во Христе излагает святой Кирилл в послании Акакию Мелитенскому, объясняя ему, почему само по себе признание двух природ не противоречит его отнюдь не диофизитскому исповеданию:
Хотя мы и сказали, что произошло единение двух естеств, однако ясно признаём одного Христа и одного Сына и одного Господа… Поэтому уразумев, почему один только есть Сын и Господь Иисус Христос, утверждаем, что два естества соединились; и верим, что после этого соединения, как бы уничтоживши разделяемость надвое, пребывает одно естество Сына, как единого, но вочеловечившегося и воплотившегося.
То, как можно единство двух природ понимать в виде единой природы, святой Кирилл любил показывать по аналогии единства природы человека, который из души и тела. Две природы в человеке — плотская и духовная, тленная и нетленная, смертная и бессмертная, не изменяясь сами, в соединении образуют одну природу человека. Эта аналогия была особенно актуальной, когда диофизиты обвиняли Кирилла Александрийского в смешении двух природ. Пример человека доказывал, что никакого смешения в природном единстве нет. Один из многочисленных примеров Кирилловой аналогии с природой человека мы можем видеть в его полемическом сочинении «О том что Христос один»:
"крайне пустословит тот кто говорит, что когда мы исповедуем одну природу Бога Слова воплощённого и вочеловеченного, мы допускаем смешение или слияние. Никто не сможет обвинить нас в этом силою верных аргументов… Если они думают, что неизбежно смешение и поглощение по той причине, что природа человека ничтожна перед превосходством божества, мы снова ответим им «заблуждаетесь, не зная Писаний, ни силы Божией»… Разве мы не говорим, что человек, как мы с тобой, один и природа его одна, хоть он и не является однородным, а действительно составлен из двух, души и тела?
Обстоятельно Кирилл Александрийский объясняет образ соединения двух природ в одну по аналогии с двойственной природой человека в своих посланиях к Суккенсу Диокесарийскому в ответ на его недоразумения:
Ваше совершенство спрашивает меня: надо ли о Христе говорить одна природа или нет? И мы сочли нужным по этому сказать следующее. Вдумываясь, как я сказал, в образ вочеловечения, мы видим, что две природы сошлись друг с другом в неразрывном единстве неслитно и непреложно, поскольку плоть есть плоть, а не Божество, даже когда она стала плотью Бога, равно как и Слово есть Бог, а не плоть, хотя по домостроительству Он и сделал плоть Своею собственною. Так вот, если мы будем понимать так, то нисколько не нарушим стечения в единство, хотя и говорим, что оно произошло из двух природ. Однако после единения мы не отделяем природы одну от другой и не рассекаем на двух Сынов Единого и Нераздельного, но утверждаем, что есть один Сын и, как изрекли отцы, одна природа Слова воплощённая. Таким образом, хотя и мы утверждаем, — насколько это касается мысленного представления и лишь созерцания очами души того, как вочеловечился Единородный, — что есть две природы, которые соединились, но один Христос, Сын и Господь, вочеловечившееся и воплотившееся Слово Божие. И если угодно, возьмём в качестве примера наш собственный состав, который делает нас людьми. А именно, мы составлены из души и тела и видим две природы, одну — души, другую — тела, но из той и другой [природы] вследствие их соединения — один человек.
Снова искривляющие прямое не заметили, что поистине есть одна природа Слова воплощённая… Говоря так, мы никоим образом не выражаем ни смешения, ни слияния, ни другого подобного этому, — да и почему это непременно должно вытекать из сказанного? Ведь даже когда мы говорим, что Единородный Сын Божий, воплотившийся и вочеловечившийся, один, Он через это не смешался, как им кажется, и, конечно же, не перешла в природу плоти природа Слова и природа плоти — в Его природу. Но пусть у Него сохраняются и усматриваются особенности каждой природы, согласно только что представленному нами рассуждению, несказанно и невыразимо став единым, Он всё же явил нам одну природу Сына, только, как сказал я, воплощённую. Ведь не только о простых по природе [существах] можно в прямом смысле сказать «один», но и о тех, которые собраны воедино через составление [природ], чему пример — человек, состоящий из души и тела.
Наиболее подробно святой Кирилл объясняет христологию единоприродия в послании к пресвитеру Евлогию, отвечая своему единомышленнику по поводу подписанного им примирительного и компромиссного «Согласительного исповедания» (433) с «восточными», то есть с антиохийцами-диофизитами. Кирилл объясняет, что, исповедуя единство природы Христа, он из снисхождения к негибкому уму бывших последователей Нестория не требует того же от них, ограничившись лишь их отречением от крайностей своего низвергнутого вождя. Здесь же александрийский святитель указывает на реальность природного соединения, как на главное отличие между его христологией и диофизитством. Он отвечает также на обвинения его в ереси аполлинаризма, под чем диофизиты понимали исповедание единоприродия, как якобы предполагающее непременное смешение и слияние природ:
Приняв исповедание, составленное восточными, некоторые говорят: от чего епископ александрийский терпел и даже хвалил их, когда они признают два естества? Последователи же Нестория стараются доказать, что и он то же самое думает, и таким образом увлекают на свою сторону мало понимающих дело… он (Несторий) хотя и признаёт два естества, определяя различие плоти и Слова Божия (ибо другое естество Слова и другое плоти), однако не допускает соединения подобно нам. Ибо мы, соединяя их, исповедуем одного Христа, одного и того же Сына, одного Господа, и называем поэтому одно естество Бога воплощённое. Нечто подобное можно сказать и о всяком человеке. Ибо и он состоит из различных природ, то есть из тела и души. Хотя разум и созерцание и доставляют понятие об их различии, однако, соединяя их, мы составляем одну природу человека. Почему допускать различие естеств, не значит одного Христа делить на двух. А так как все восточные думают, что мы православные следуем мнениям Аполлинария и допускаем смешение или слияние естеств (такого рода названия сами они употребляют), так что Бог Слово перешёл в естество плоти, или плоть превратилась в естество божества: то мы сделали им снисхождение, не для того, чтобы они разделили одного Христа на двух (да не будет), а чтобы только сознали, что не произошло ни слияния, ни смешения, но что плоть осталась плотью, как заимствована от жены, и Слово пребыло Словом… Итак, если мы называем соединение, то говорим этим, что оно есть соединение плоти, разумеется, одаренной разумной душой, и Слова. Так понимают и те, которые называют два естества. И уже после того, как допущено единение, соединённое больше не разделяется, а один уже Христос, и одно Его естество, именно — как Слова воплощённого.

### Понимание формулы «μία φύσις τοῦ θεοῦ λόγου σεσαρκωμένη» халкидонскими церквями
В полемике с несторианством св. Кирилл употребил выражение «единая природа Бога Слова воплощённая» (др.-греч. «μία φύσις τοῦ Θεοῦ Λόγου σεσαρκωμένη»). Это выражение было заимствовано из сочинения, надписанного именем свт. Афанасия Александрийского, однако по мнению профессора Сидорова А. И. принадлежавшего предшественнику монофизитства Аполлинарию Лаодикийскому. Различное понимание этой христологической формулы привело к расколу в Церкви. Православное толкование использует в качестве доказательств другие тексты самого свт. Кирилла, и окончательно было сформулировано в VI веке. По нему, свт. Кирилл в православной традиции признавал 2 совершенные природы во Христе: Божественную и человеческую, а формулировкой «единая природа» стремился выразить ипостасное единство, отсутствие отдельной ипостаси у человеческого естества Христа. В согласительном исповедании (433) он подписывается под исповеданием веры «восточных», ключевой фразой которого было то, что во Христе, единосущном Отцу по божеству и единосущном нам по человечеству, «совершилось соединение двух естеств». Свт. Кирилл имеет в виду аналогию соединения Божества с человечеством с соединением души и тела, составляющими единого человека. В доказательство такого понимания свт. Леонтий Иерусалимский цитирует те сочинения, в которых сам же свт. Кирилл толкует данную формулу:

Когда используется именование «единение», оно означает схождение не чего-то одного, но двух и более вещей, отличающихся друг от друга по природе. Итак, когда мы говорим о единении, мы исповедуем единение плоти, наделённой разумной душой, и Слова; а те, что говорят о двух природах, думают также, разве что, когда исповедуется единство, соединяемые [вещи] не отстоят друг от друга, но отныне один Сын, одна Его природа как Слова воплощённого. Это исповедали и анатолийцы.
— Письмо 44, к пресвитеру Евлогию

Если бы мы, сказав об одной природе Слова, замолчали, не прибавляя: «воплощённая», но отбросили бы, так сказать, домостроительство, то они, может, и имели бы правдоподобное основание, чтобы ставить придуманные ими вопросы: «А где же совершенное человечество?», или: «Как осуществилась [по воплощении] наша сущность?». Однако поскольку совершенство природы и наша сущность была ясно введена словом «воплощённая», пусть они умолкнут.
— Второе письмо к Суккенсу
Таким образом, заключает прп. Иоанн Дамаскин, если бы выражение «единая природа» относилось бы к целой Ипостаси Христа, то не было бы необходимости присоединять слово «воплощённая». Итак, «выражение: естество Слова, — не обозначает ни одной только ипостаси, ни совокупности ипостасей, но общее естество, всецело созерцаемое в ипостаси Слова.»
Из вышеприведённых цитат ясно, что свт. Кириллу самому пришлось опровергать оппонентов, которые пытались представить его слова как исповедание смешения природ.
Примечательно, что сам свт. Кирилл в «Толковании на Евангелие от Луки» Лк. 2:4 говорит о неизменности двух природ и использует термины, позже использованные отцами Халкидонского собора (ср. «ἐκ δύο φύσεων [ἐν δύο φύσεσιν], ἀσυγχύτως, ἀτρέπτως ἀδιαιρέτως, ἀχωρίστως»):

…Ὁρῶμεν γὰρ ὅτι δύο φύσεις συνῆλθον ἀλλήλαις κάθ' ἕνωσιν ἀδιασπάστως, ἀσυγχύτως καὶ ἀδιαιρέτως…— Τοῦ Ἁγίου Κυρίλλου Ἀρχιεπισκόπου Ἀλεξανδρείας Ἐξήγησις εἰς τὸ κατὰ Λουκᾶν Εὺαγγέλιον
По мнению Лурье В. М., у свт. Кирилла «единая природа Бога Слова воплощённая» (др.-греч. «μία φύσις τοῦ θεοῦ λόγου σεσαρκωμένη») включает в себя не только индивидуальное человечество Иисуса, но и всю полноту обоженного человечества — всех спасённых и спасаемых, то есть всю церковь. В этом состоит радикальное отличие Кирилла от последующего миафизитства, которое свело понятие человечества внутри «единой природы» (др.-греч. «μία φύσις») к индивидуальному человечеству Христа.
В официальном исповедании веры, обращённом к императору Феодосию II, Кирилл пишет, в частности, следующее:

Один и Тот же есть и Единородный и Перворождённый.
Единородный Он есть как Бог, и Перворождённым Он стал за нас, Перворождённым из многих братий — по причине таинства соединения с человеческой природой.
Логос Божий стал человеком, да (станем) и мы, яко (пребывающие) в Нём и через Него, сынами Божиими природно же и по благодати (др.-греч. φυσικῶς τε καὶ κατὰ χάριν), причём, природно — потому что в Нём и только в Нём, причаственно же и по благодати мы (пребываем) через Него в Духе.
— «Увещание о правой вере к Феодосию II, 30, 1»

## Память
В 1651 году Джованни Риччоли присвоил имя Кирилла Александрийского кратеру на видимой стороне Луны.

## Образ Кирилла Александрийского в искусстве

### В кино
- Агора (2009), режиссёр Алехандро Аменабар.

### Творения
- «О святой христианской религии против безбожного Юлиана» (сохранилась не полностью). На основании этого труда можно реконструировать значительную часть трактата императора Юлиана «Против галилеян».

#### Труды, посвящённые полемике с арианами
- «Сокровищница»,
- «О святой и неразделённой Троице» и др.

#### Труды, посвящённые полемике с Несторием
- «Главы (или анафематизмы)»
- «Схолии о воплощении Единородного»,
- «О правой вере»,
- «Слово против нежелающих исповедовать Святую Деву Богородицей»,
- «О том, что един Христос» и др.

#### Русские переводы
- Толкование на пророка Малахию. СПб., 1842. 118 стр.
- 1. Слово против тех, которые не хотят исповедовать Св. Деву Богородицей. 2. Разговор с Несторием о том, что Св. Дева — Богородица. — 1915
- Творения. Ч. 1-15. М., 1880—1912. (переиздаются, начиная с 2000 года)
  - Ч. 1. О поклонении и служении в духе и истине. Кн. 1-6. 1880. 369 стр.
  - Ч. 2. То же. Кн. 7-12. 1882. 385 стр.
  - Ч. 3. То же. Кн. 13-17. 1884. 303 стр.
  - Ч. 4. Глафира, или искусные объяснения избранных мест из книги Бытия. Кн. 1-7. 1886. 421 стр.
  - Ч. 5. Глафира, или искусные объяснения избранных мест из книги Исход, Левит, Чисел, Второзакония. 1887. 326 стр.
  - Ч. 6. Толкование на пророка Исаию. 1887. 545 стр.
  - Ч. 7. То же. 1889. 507 стр.
  - Ч. 8. То же. Отрывки толкования на Иеремию, Варуха, Иезекииля и Даниила. 1890. 535 стр.
  - Ч. 9. Толкования на пророков Осию, Иоиля, Амоса. 1891. 543 стр.
  - Ч. 10. Толкования на пророков Авдия, Иону, Михея, Наума, Аввакума, Софонию, Аггея, 1893. 448 стр.
  - Ч. 11. Толкования на пророков Захарию, Малахию. 1897—1898. 336 стр.
  - Ч. 12. Толкования на евангелие от Иоанна. Кн. 1-3. 1899—1901. 502 стр.
    - Книга 1
    - Книга 2
    - Книга 3
    - Книга 4

  - Ч. 13. То же. Кн. 4-6. 1902—1906. 501 стр.
  - Ч. 14. То же. Кн. 7-10. 1906—1909. 422 стр.
  - Ч. 15. То же. Кн. 11-12. Указатель. 1912. 582 стр.

### Исследования
- Artemi, Eirini,Свт. Кирилл Александрийский и его отношения с епархом Орестом и философом Ипатией by EIRINI ARTEMI (Jan 6, 2014) Kindle Purchase, ASIN: B00ENJIJ20.
- Проф. Писарев Л. И. Кирилл, архиепископ Александрийский († 444) Статья из Православной Богословской Энциклопедии под ред. Н. Н. Глубоковского. Том 10. СПб, 1909 г.
- Прот. Георгий Флоровский. Св. Кирилл Александрийский. Париж, 1933 г.
- Святой Кирилл Александрийский. Житие
- Кирилл Александрийский (ок.377-444)
- Шабуров Н. В. Кирилл Александрийский и герметизм // Сборник «Мероэ». Вып. 4. М., 1989. С. 220—227.
- Миролюбов А. Проповеди св. Кирилла Александрийского. Киев, 1889.
- Тихон (Лященко Т. И.) Св. Кирилл, Архиепископ Александрийский: Его жизнь и деятельность. К., 1913
- Тихон (Лященко Т. И.) Значение св. Кирилла Александрийского в истории христианского богословия. Киев, 1913.
- Вишняков А. Император Юлиан Отступник и полемика с ним св. Кирилла архиепископа Александрийского. Симбирск, 1908;
- Тьерри, А. Кирилл Александрийский и Несторий, ересиарх V века / Пер. с фр. — М., 1997
- St. Cyril of Alexandria (Catholic Encyclopedia)
- Rehrmann A. Christologie des hi. Cyrill von Alexandrien. Hildesheim, 1902;
- Hebensperger J. H. Die Denkwelt des hi. Cyrill von Alexandrien: Eine Analyse ihres philosophischen Ertrags. Munch., 1924;
- Du Manoir de Juaye H. Dogme et spiritualite chez Saint Cyrille cTAlexandrie. P., 1944;
- Kerrigan A. St. Cyril of Alexandria Interpreter of the Old Testament. Roma, 1952;
- Diepen H. M. Aux origines de 1’antropologie de Saint Cyrille cTAlexandrie. P., 1957;
- Wilkert R. L. Judaism and the Early Christian Mind: A Study of Cyril of Alexandria’s Exegesis and Theology. N. Haven-L, 1971;
- Malley W.E. Hellenism and Christianity: The Conflict between Hellenic and Christian Wisdom in the Contra Galilaeos of the Julian the Apostate and the Contra Julianum of St. Cyril of Alexandria. Roma, 1978.
- Мищенко М. А. Проблематика экзегетической методологии в богословском наследии святителя Кирилла Александрийского // Теологический вестник Смоленской православной духовной семинарии. 2024. №2. — С. 151—169.
- Мищенко М. А. Экзегетические приемы святителя Кирилла Александрийского в толковании на Евангелия от Иоанна. // Теологический вестник Смоленской православной духовной семинарии. 2024. №3. — С. 118—144.

### Богословский, философский и исторический контекст
- Житие святого отца нашего Кирилла, архиепископа Александрийского // Жития святых на русском языке, изложенные по руководству Четьих-Миней свт. Димитрия Ростовского : 12 кн., 2 кн. доп. — М.: Моск. Синод. тип., 1903—1916. — Т. X: Июнь, День 9. — С. 153.
- Лурье В. М. История византийской философии. Формативный период. СПб., Axioma, 2006. XX + 553 с. ISBN 5-901410-13-0 Оглавление
- Флоровский Г. В. Византийские отцы V—VIII вв. М, 1992, с. 43—73;
- Болотов В. В. «Лекции по истории древней Церкви». Том 4
- Карташёв А. В. Вселенские Соборы. Париж, 1963
- Artemi, Eirini, " The mystery of the incarnation into dialogues «de incarnatione Unigenitii» and «Quod unus sit Christus» of St. Cyril of Alexandria ", Ecclesiastic Faros of Alexandria, ΟΕ (2004), 145—277.
- Artemi, Eirini, " St Cyril of Alexandria and his relations with the ruler Orestes and the philosopher Hypatia ", Ecclesiastic Faros of Alexandria, τ. ΟΗ (2007), 7-15.
- Artemi, Eirini, " The one entity of the Word Incarnate. α). Apollinarius' explanation, β)Cyril’s explanation ", Ecclesiastic Faros of Alexandria, τ. ΟΔ (2003), 293—304.
- Artemi, Eirini , The historical inaccurancies of the film Agora about the murder of Hypatia, Orthodox Press, τεύχ. 1819 (2010), 7.
- Artemi, Eirini , The use of the ancient Greek texts in Cyril’s works, Poreia martyrias, 2010, 114—125
- Artemi, Eirini, The rejection of the term Theotokos by Nestorius Constantinople more and his refutation by Cyril of Alexandria
- Artemi, Eirini,Свт. Кирилл Александрийский и его отношения с епархом Орестом и философом Ипатией by EIRINI ARTEMI (Jan 6, 2014) Kindle Purchase, ASIN: B00ENJIJ20.
- Jean Meyendorff. Le Christ dans la Theologie Byzantine. Paris, 1968. (На английском: John Meyendorff. Christ in the Eastern Christian Thought. New York, 1969. Русский перевод: Прот. Иоанн Мейендорф. «Иисус Христос в восточном православном богословии». М., 2000.)
- Улитчев И. И. Богословие обожения в христологическом учении св. Кирилла Александрийского// Богослужебные практики и культовые искусства в современном мире. — Краснодар, 2020. — С. 286—298